# Ada Berger
Ada Daniella Margareta Berger, född 18 september 1977 i Uppsala, är en svensk regissör, dramatiker och teaterchef.

## Biografi
Berger har studerat på Fridhems folkhögskola och Teaterskolan SET i Stockholm och gick 2008 ut från Dramatiska Institutets utbildning i regi för teater. Innan Berger utbildade sig till teaterregissör studerade hon vid Lunds universitet. Hon har en examen i litteraturvetenskap och religionsvetenskap.
På Fridhem lärde hon känna skådespelerskan Sissela Benn och där föddes dennas populära komedi-personlighet Filippa Bark. Senare skrev och regisserade hon pjäsen Filippa Bark och Döden med Benn i rollen på Uppsala stadsteater (2007). Pjäsen blev utvald till projektet "Puls på Sverige" och sändes i SVT 2008.  Hon har sedan ett flertal gånger samarbetat med Benn samt med komikern David Wiberg från humorkollektivet Varanteatern.
Sommaren 2012 sändes radioföljetongen Det osynliga barnet på Sveriges Radio. Avsnittet Hattifnattarnas hemlighet vann första pris i kategorin "Bästa radiodramatik för barn" på festivalen Prix Ex Aequo 2012. Berger har tidigare arbetat på Sveriges Radio P3 med programmen Hej domstol!, Morgonpasset, Söndag hela veckan och Meningen med allt.
Berger har ett mångårigt samarbete med Liv Strömquist som hon känt sedan 2001. År 2006 arbetade de tillsammans för första gången i Meningen med allt på P3. Berger har sedan regisserat Strömquists pjästrilogi på Unga Dramaten och Dramaten: Liv Strömquist tänker på dig! (2014), Liv Strömquist tänker på sig själv (2020) och Liv och död Strömquist (2024).
Berger har verkat vid bland annat Malmö stadsteater och 2013 tillträdde hon som konstnärlig ledare för den nystartade Unga Teatern där. Från sommaren 2016 övertog hon chefskapet för Unga Dramaten.
Ada Berger tilldelades tillsammans med Liv Strömquist Lena Nyman-priset 2017.
Våren 2021 skrev och regisserade Berger den digitala experimentproduktionen Hon ska heta Minou, där två skådespelerskor kommunicerar via Zoom och tiden mellan Dramaten och Malmö stadsteater.
Den 1 juni 2024 hade hon ett livsåskådningssamtal på SVT2 med förre ärkebiskopen K G Hammar.

## Teater

### Regi (ej komplett)
| År   | Produktion                                      | Upphovsmän                                                              | Teater                       |
| ---- | ----------------------------------------------- | ----------------------------------------------------------------------- | ---------------------------- |
| 2006 | Brist mitt hjärta                               |                                                                         | Uppsala stadsteater          |
| 2007 | Filippa Bark och döden                          | Ada Berger                                                              | Uppsala stadsteater          |
| 2008 | Svensk Tenn                                     |                                                                         | Södra Teatern/ Inkonst       |
| 2008 | Om hon var en kille skulle jag vara kär i henne | Ada Berger                                                              | Ögonblicksteatern            |
| 2009 | Marilynpassionen                                | Ada Berger                                                              | Malmö stadsteater            |
| 2009 | Loranga, Masarin och Dartanjang                 | Barbro Lindgren Bearbetning Ada Berger                                  | Malmö stadsteater            |
| 2011 | Lagom nära döden                                | Ada Berger                                                              | Uppsala stadsteater          |
| 2014 | Liv Strömquist tänker på dig!                   | Ada Berger                                                              | Dramaten                     |
| 2014 | Lilla Döden hälsar på La visite de Petite Mort  | Kitty Crowther                                                          | Unga Teatern                 |
| 2016 | Blod och eld                                    | Ada Berger                                                              | Malmö stadsteater            |
| 2016 | Filifjonkan som trodde på katastrofer           | Tove Jansson                                                            | Malmö stadsteater/ Dramaten  |
| 2018 | Den lille girige                                | Ada Berger                                                              | Dramaten                     |
| 2019 | Farliga förbindelser Dangerous Liaisons         | Christopher Hampton Översättning Per Lysander                           | Malmö stadsteater            |
| 2019 | Lilla Döden hälsar på La visite de Petite Mort  | Kitty Crowther Bearbetning Ada Berger                                   | Dramaten                     |
|      | We here you                                     | Greta Thunberg                                                          | Dramaten                     |
| 2020 | Liv Strömquist tänker på sig själv              | Liv Strömquist och Ada Berger                                           | Dramaten                     |
|      | Om vår stund på jorden                          | Johan Rockström                                                         | Dramaten                     |
| 2021 | Hon ska heta Minou                              | Ada Berger                                                              | Dramaten + Malmö stadsteater |
| 2021 | Liv Strömquist tänker på sig själv              | Liv Strömquist och Ada Berger                                           | Dramaten                     |
| 2022 | Exit Parkour                                    | Baserat på intervjuer med Ahmed Matar och är sammanställd av Ada Berger | Dramaten                     |
| 2024 | Liv och död Strömquist                          | Ada Berger och Liv Strömquist                                           | Dramaten                     |
| 2024 | Jag offrar mig                                  | Ada Berger, Stina Wirsén och Anna Vnuk                                  | Kulturhuset Stadsteatern     |

### Manus
- 2013 Den gamla, Ögonblicksteatern Umeå

## Radioteater

### Regi
| År   | Produktion          | Upphovsmän       |
| ---- | ------------------- | ---------------- |
| 2008 | Om du blir stor     | Johanna Olausson |
| 2012 | Det osynliga barnet | Tove Jansson     |